# Војин Ракић
Војин Ракић (Београд, 1967) српски је филозоф и политиколог. Аутор је више дела на енглеском и српском језику, међу којима је "Како побољшати моралност" (енгл. How to Enhance Morality), "Крајње побољшање моралности" (енгл. The Ultimate Enhancement of Morality), Историја и будућност правде (енгл. History and Future of Justice).

## Нова етичка теорија
У две своје најновије књиге, обе из 2021. године у издању "Спрингер" (енгл. Springer), "Како побољшати моралност" (енгл. How to Enhance Morality) и "Крајње побољшање моралности" (енгл. The Ultimate Enhancement of Morality) Ракић даје преглед досадашњих (био)етичких теорија и предлаже нову теорију за коју доказује да постаје супериорна етичка теорија и да ће се њена доминација показати у релативно блиској будућности. Назива је "теоријом крајње моралности" (енгл. Ultimate Morality).
У "Историја и будућност правде" Ракић заступа телеолошку тезу да историју (на дуги рок) одликује развој морала и правде, као и да ће се стање „савршене правде” остварити на крају историјског развоја човечанства под условом да историја траје бесконачно дуго. Друга Ракићева дела су A Theory of the Normative Will, Hegemony, Culture and Human Resources in Politics, Крај историје и либерализација српске идеје, као и Либерализовање Србије - политичка елита које нема и социјална психологија аутодеструкције.

## Кант
Неки од значајнијих Ракићевих радова бране тезу да се кључни путокази за Кантово схватање међународних односа налазе у, за политичке филозофе, углавном заобиђеном делу Религија у границама чистог ума.

## Морално побољшање
Последњих година Ракић је посвећен биоетици. Развио је концепцију моралног побољшања, чак и уз помоћ медицинских интервенција (окситоцин, неки антидепресиви и др.), чија је оправданост заснована на томе да је добровољно прихваћена од стране субјеката таквих интервенција. У том смислу Ракић је полемисао са Џоном Херисом (који сматра да је довољно когнитивно побољшање биомедицинским средствима) и Ингмаром Персоном и Џулијаном Савулескуом (који сматрају да морално био-побољшање треба учинити обавезним). Последња два аутора и Ракић међусобно су полемисали током 2013. године у .

## Центар за биоетичке студије
Ракић је 2012. године основао Центар за биоетичке студије (ЦБС), реномирану научну установу која окупља највеће биеотичаре света. ЦБС је 2013. године организовао у Београду научну конференцију на којој су своје ставове сучелили Џон Херис, Џулијан Савулеску, Питер Сингер и Војин Ракић.
Ова расправа је настављена, односно подигнута на виши ниво у октобру 2015. године конференцијом "Побољшање разумевања побољшања" у организацији Центра за биоетичке студије и Хејстингс центра, на којој су излагачи били Џон Херис и Ерик Перенс. Оба догађаја организована су у Београду.
У 2017. години Центар за биоетичке студије, Њујоршки универзитет и Хејстингс центар одржали су конференцију "Едитовање генома: биомедицинске и етичке перспективе". На овој конференцији се такође окупила међународна група експерата, а конференцију је отворила Председница Владе Републике Србије Ана Брнабић.

## Академски рад и друштвена улога
Ракић је дипломирао филозофију у Србији, а докторирао политичке науке на Универзитету Ратгерс у САД. Радио је на Универзитету Твенте у Холандији. После 2000. године био је саветник Уједињених нација у Влади Србије. У том периоду је, у тесној сарадњи са тадашњим премијером Зораном Ђинђићем, руководио стручним тимовима који су обавили функционалне анализе у пет министарстава српске Владе. Циљ тих анализа био је унапређење ефикасности рада државне управе.
Од почетка 2020. године Ракић је редовно јавно иступао у медијима критикујући политику председника и Владе Србије због употребе противпандемијксих мера (ковид-19) ради учвршћивања аутократске власти, кривотворења података о броју преминулих од ковид-19, као и због организације нефер и недемократских избора 2020. године.
Ово је довело до покушаја блаћења Ракићевог дела у про-владиним медијима (посебно у таблоидима), а и од стране председника Републике, Александра Вучића, лично. То је довело до тога да више десетина најпознатијих етичара, филозофа и научника света упути Влади САД и институцијама ЕУ отворено писмо подршке Војину Ракићу, у коме траже да утичу на Александра Вучића да повуче неистине о Ракићу и да му се јавно извини. После тог отвореног писма, кампања блаћења Војина Ракића од стране власти у Србији одмах је обустављена.
Ракић је добар део свог живота провео ван Србије (у Холандији, САД, Чешкој и Италији). Од 2001. године живи у Београду, где ради као професор Универзитета.
„

## Одабрани чланци
- Rakić, V (2021). „Enhancing Fabiano's Theory of Moral Enhancement”. American Journal of Bioethics – Neuroscience. 12 (2–3): 108—110.
- Rakić, Vojin (2020). „Prostitutes, Sex Surrogates and Sugar Babies”. Sexuality and Culture. 24 (5): 1207—1217. doi:10.1007/s12119-020-09702-y.
- Mascalzoni, D.; Bentzen, H. B.; Budin-Ljøsne, I.; Bygrave, L. A.; Bell, J.; Dove, E. S.; Fuchsberger, C.; Hveem, K.; Mayrhofer, M. T.; Meraviglia, V.; O'Brien, D. R.; Pattaro, C.; Pramstaller, P. P.; Rakic, V.; Rossini, A.; Shabani, M.; Svantesson DJB; Tomasi, M.; Ursin, L.; Wjst, M.; Kaye, J. (2019). „Are Requirements to Deposit Data in Research Repositories Compatible with the European Union's General Data Protection Regulation?”. Annals of Internal Medicine. 170 (5): 332—334. PMID 30776795. doi:10.7326/M18-2854. hdl:11250/3008621.
- Rakić, V., Caplan, A (2019). „Introduction: The Ethical Frontiers of Gene editing”. Cambridge Quarterly of Healthcare Ethics. 28 (1): 4—7. doi:10.1017/S0963180118000324.
- Rakić, V (2017). „Moral Bioenhancement and Free Will: Continuing the Debate”. Cambridge Quarterly of Health Care Ethics. 26 (3): 384—93. PMID 28541166. doi:10.1017/S0963180116001043.
- Rakić, V (2017). „Enhancements: How and Why to Become Better, How and Why to Become Good”. Cambridge Quarterly of Health Care Ethics. 26 (3): 358—63. PMID 28541161. doi:10.1017/S0963180116001018.
- Rakić, V (2017). „Compulsory Administration of Oxytocin Does Not Result in Genuine Moral Enhancemen”. Medicine Health Care and Philosophy. 20 (3): 291—97. PMID 28247200. doi:10.1007/s11019-017-9762-5.
- Rakić, V. and Ćirković M. „Confronting Existential Risks with Voluntary Moral Enhancement”. Journal of Evolution and Technology. 26 (2): 48—59. 2016.
- Sterckx S, Rakić V, Cockbain J, Borry P. (2016). „'You hoped we would sleep walk into accepting the collection of our data' controversies surrounding the UK care data scheme and their wider relevance for biomedical research”. Medicine Health Care and Philosophy. 19 (2): 177—90. PMC 4880636 . PMID 26280642. doi:10.1007/s11019-015-9661-6..
- Rakić, V (2015). „We Must Create Beings with Moral standing Superior to Our Own”. Cambridge Quarterly of Health Care Ethics. 24 (1): 58—65. PMID 25473858. doi:10.1017/S0963180114000309.
- Rakić, V, Hughes J (2015). „Reflections on Moral Enhancement: Can We? Should We?”. Cambridge Quarterly of Health Care Ethics. 24 (1): 3—6. PMID 25473853. doi:10.1017/S0963180114000267.
- Rakić, V. (2014). „Voluntary Moral Bioenhancement Is a Solution to Sparrow's Concern |journal=American Journal of Bioethics|volume=14|issue=4|pages=37–38}}
- Rakić, V. (2014). „”We Can Make Room for SSRIs””. American Journal of Bioethics: Neuroscience. 5 (3): 34—35.
- Rakić, V (2014). „Voluntary moral enhancement and the survival-at-any-cost bias”. Journal of Medical Ethics. 40 (4): 246—250. PMID 23412695. doi:10.1136/medethics-2012-100700. .
- Rakić, V (2013). „Philosophy for Public Good”. Cambridge Quarterly of Health Care Ethics. 22 (3): 271—276. PMID 23631816. doi:10.1017/S096318011300008X..
- Rakić, V. (2013). "Kant's Semantics of World (State) Making". In: Semantics of Statebulding: Language, Meanings and Sovereignty, eds Nicolas Lemay-Hebert, Nicholas Greenwood Onuf, Vojin Rakic and Petar Bojanic. London: Routledge.
- Rakić, V. (2013). "Introduction: Disputing Weberian Semantics" (co-author with Nicolas Lemay-Hebert and Nicholas Onuf). In: Semantics of Statebulding: Language, Meanings and Sovereignty, eds Nicolas Lemay-Hebert, Nicholas Greenwood Onuf, Vojin Rakic and Petar Bojanic. London: Routledge.
- Rakic, V (2012). „The Moral Identity of Europe: From Warfare and Civil Strife to 'In Varietate Concordia'”. International Journal for the Semiotics of Law. 25 (2): 249—261. doi:10.1007/s11196-011-9218-9..
- Rakic, V. (2012). „From Cognitive to Moral Enhancement: A Possible Reconciliation of Religious Outlooks and the Biotechnological Creation of a Better Human”. Journal for the Study of Religions and Ideologies. 11 (31): 113—128. .
- Rakić, V. (2012). "Cognitive Enhancement: Ethical and Political Aspects". In: Bioethik ‒ Medizin ‒ Politik / Bioethics ‒ Medicine ‒ Poltitics, ed. Walter Schweidler, pp. 121–26. Eichstatt: Sankt Augustin.
- Rakic V, Bojanic, P. „Bioethics in Serbia: Institutions in Need of Philosophical Debat”. Cambridge Quarterly of Healthcare Ethics. 20 (3): 440—448. doi:10.1017/S0963180111000120) (неактивно 8. 4. 2025).. (on-line first version:
- Rakic, V. (2011). „The Moral Identity of Europe: From Warfare and Civil Strife to 'In Varietate Concordia'”. International Journal for the Semiotics of Law. 25 (2): 249—261. doi:10.1007/s11196-011-9218-9. on-line first.
- Rakić, V. (2003). "The Issue of Human Resources in the Project ‘Strengthening Central Support Functions in Serbian Ministries’". South East Europe Review, 2003. (01+02), pp. 179-186.
- Rakić, V. (2002). "Regional Implications of a Transition: The Case of Serbia". In: Southeast European Security: Threats, Responses, Challenges, ed. Albreacht Schnabel. Huntington, NY: Nova Science Publishers.
- Rakić, V (2001). „Converge or not Converge: The European Union and Higher Education Policies in the Netherlands, Belgium/Flanders and Germany”. Higher Education Policy. 14 (3): 225—240..
- Rakić, Vojin (јесен 2000). „The Serbian transition: an explosive cocktail of politics and culture”. Acta Politica. 35: 322—339.
- Rakić, V (1998). „Theories of Nation Formation and Case Selection: The Meaning of an Alternative Model”. Nationalities Papers. 26 (4): 599—614. doi:10.1080/00905999808408590.

## Одабране књиге
- Rakić, V. (2021). How To Enhance Morality. 2021. Dordrecht, NL: Springer.
- Rakić, V. (2021). The Ultimate Enhancement of Morality. 2021. Dordrecht, NL: Springer
- Rakić, V. (2017). „Genome Editing: Biomedical and Ethical Perspectives”. 2019. Guest editor (with Arthur Caplan) of the Special Issue of the Cambridge Quarterly of Health Care Ethics: 28(1).
- Rakić, V. (2015). ”Enhancement and Goodness?”. 2017. Guest editor (with John Harris) of the Special Issue of the Cambridge Quarterly of Health Care Ethics: 26(3).
- Rakić, V. (2013). Semantics of Statebulding: Language, Meanings and Sovereignty (co-editor with Nicolas Lemay-Hebert and Nicholas Greenwood Onuf and Petar Bojanić). London: Routledge.
- Rakić, V. (2010). A Theory of the Normative Will. Belgrade: Faculty of Economics and Political Science.
- Rakić, V. (2004). History and Future of Justice. Belgrade: Faculty of Organizational Sciences and VVMZ.
- Rakić, V. (2003). Hegemony, Culture and Human Resources in Politics. Belgrade: United Nations Development Program and the Faculty of Organizational Sciences.
- Rakić, V. (2006). Liberalizovanje Srbije: Politička elita koje nema i socijalna psihologija autodestrukcije. Beograd: Centar za razvoj liberalizma i Fakultet za menadžment.
- Rakić, V. (2004). Kraj istorije i liberalizacija srpske ideje. Beograd: Fakultet za menadžment.